# Mahoromatic
Mahoromatic (яп. まほろまてぃっく, кириліз.: Махороматікку) — манґа Бундзюро Накаями з ілюстраціями Бо Дітами, яка виходила в журналі Gum Comics з 1998 по 2004 рік, і зняте по ній в 2001 році студіями Gainax і Shaft аніме.

## Сюжет
У центрі сюжету перебуває бойової андроїд Махоро, створений секретної організацією «Веспер» для боротьби з групою інопланетян, званої «Святими». Термін військової служби Махоро, втім, підійшов до кінця. Коли їй запропонували вибирати нове призначення на життя, вона захотіла стати покоївки в будинку свого загиблого командира. Так вона починає жити разом з його сином Сугуру Місато. Власне, «решта життя» в її випадку — це 350 днів до моменту її повного відключення.
Втім, прожити ці дні в мирі і спокої у неї не виходить, так як навколо постійно виникають проблеми, для вирішення яких їй доводиться згадувати бойове минуле. Рюга, найсильніший з андроїдів «Святих», хоче битися з нею, щоб з'ясувати, хто сильніший. Крім того, за боротьбою між двома організаціями стежать «Хранителі», ще одна секретна організація, яка контролювала історію Землі і яка вважає «Веспер» і «Святих» загрозою для себе.

## Медіа

### Манґа
Манґа Mahoromatic була написана Бундзюро Накаяма і проілюстрована Бо Дітамой. Вона спочатку виходила в журналі Gum Comics з грудня 1998 по 26 липня 2004 року. Пізніше була опублікована у вигляді 8 танкобонів видавництвом Wani Books.

### Аніме
Манга виявилася популярною і була екранізували у вигляді двох аніме-серіалів спільно студіями Gainax і Shaft: Mahoromatic: Automatic Maiden і Mahoromatic: Something More Beautiful (яп. まほろまてぃっく~もっと美しいもの~, Mahoromatikku: Motto Utsukushii Mono) Перший серіал складався з 12 серій і транслювався з 10 вересня 2001 року по 28 січня 2002 на каналі BS-i в Японії. Він в загальному слідував сюжету перших трьох томів манґи. Другий серіал також був знятий по манзі, розповідаючи історію аж до кінця. У «несподіваному повороті» в дусі Tenchi Muyo! в ньому в будинок до героям прибуває друга дівчина-робот . Його прем'єрний показ пройшов з 26 вересня 2002 року по 16 січня 2003 року. Перші п'ять томів манґи практично повністю були екранізували у вигляді аніме, без особливих відхилень, але починаючи з 6 томи сюжет починає розходитися і конфлікт між трьома організаціями в останніх двох томах манґи відрізняється від того, що був показаний в аніме. Втім, сам кінець в обох випадках схожий.
Крім того, було випущено кілька спецсерій. Перша — Mahoromatic: Summer TV Special (яп. まほろまてぃっく夏のTVスペシャル, Mahoromatikku Natsu no Terebi Supesharu)夏のTVスペシャルMahoromatikku Natsu no Terebi Supesharu) — була створена і показана влітку 2003 року. Її дія розгортається, коли Мінава стає невід'ємною частиною будинку. Другий спецвипуск — Mahoromatic: Tadaima Okaeri — складається з двох серій. Він був анонсований 22 серпня 2009 року, а серії показані відповідно 17 і 24 жовтня 2009 року. У них розповідається про події в ході другого серіалу, що трапилися на 270—268 дні життя за таймером Махоро, де героїні вирішують знайти все порножурнали хлопців і позбутися від них.
У Росії аніме було ліцензовано і випущено MC Entertainment.

## Критика
Перші томи манґи обертаються навколо сексуальних фантазій автора про жіночі груди, але пізніше тон твору стає серйозніше. Твору вдається до певної міри поєднувати крадіжку трусиків, військову драму і карибська криза. Саме драматичні теми виділяють його в ряду інших подібних романтичних комедій. Малюнок манґи нагадує роботи Сінсуке Курахасі або раннього Хітосі ОКУД . Він не запам'ятовується, дизайн персонажів і хутра досить стандартний, з іншого боку екшен-сцени розвиваються досить швидко.
В аніме «Махороматик» використовується багато спільного з Gunbuster, також виробництва Gainax: жарти про жіночих грудей, дурна поезія і постійна загроза атаки інопланетян . Аніме повно фансервіса, особливо кадрів і жартів, що фокусуються на жіночих грудей, які, втім, добре поєднується з романтичною комедією, але можуть знецінювати драматичну частину твору . Малюнок в серіалі помітно більш доопрацьований в порівнянні з манґою, а анімація була позитивно відзначена в багатьох оглядах. Кадзухиро Такамура, дизайнеру персонажів, відмінно вдалося перенести їх з манґи в аніме.
Всі дівчата за законом жанру виявляються захоплені Сугуру, але в цей раз це один з тих рідкісних випадків, коли герой цього заслуговує. Багато критики відзначають мізогіністичний підхід автора до ролі Махоро, адже героїня, що закінчує службу, може вибрати будь-яку кар'єру, але вирішує стати покоївки, забиратися і готувати для чоловіка, виконуючи будь-яку його забаганку, що має зробити її більш щасливою, ніж участь у боях. Сама Махоро є «видаткової» дівчиною для героя з відомим обмеженням за часом . Власне, її 350-денний ліміт для Сугуру швидше є не обмеженням для зустрічей з дівчиною-роботом, а нагадуванням, що до вступних іспитів і початку дорослого життя з необхідністю нести за неї відповідальність залишився лише рік.
Музика в аніме відмінно підібрана, підкреслюючи як комедійні сцени, так і бойові.